# Krzysztof Kiljan
Krzysztof Kiljan (Białystok, 30 dicembre 1999) è un ostacolista polacco.

## Biografia
Medaglia d'argento ai Campionati polacchi indoor di atletica leggera nei 60 metri a ostacoli (2021), nonché ai Campionati polacchi nella staffetta 4 × 200 m (2019). Medaglia di bronzo ai campionati polacchi nei 110 m ostacoli e nella staffetta 4x100 m (2019), nonché ai campionati polacchi indoor nei 60 m ostacoli (2020, 2022, 2023).
Due volte campione giovanile polacco nei 110 metri a ostacoli (2020, 2021) e vicecampione (2019). Medaglia di bronzo nella staffetta 4x100 m (2020). Medaglia dei campionati polacchi nelle categorie U20.
Durante i World Athletics Relays 2021 vince la medaglia d’argento della staffetta a ostacoli.
Partecipa alla finale durante i Campionati Europei Indoor 2023.

## Record personali
- 60 metri ostacoli – 7.62 (4 febbraio 2023, Łódź) 9º posto nelle classifiche storiche polacche;
- 110 metri ostacoli – 13.62 (10 settembre 2022, Varsavia).

## Palmarès
| Anno | Manifestazione               | Sede      | Evento   | Risultato   | Prestazione | Note |
| ---- | ---------------------------- | --------- | -------- | ----------- | ----------- | ---- |
| 2023 | Europei indoor               | Istanbul  | 60 m hs  | 6º          | 7"63        |      |
| 2023 | Giochi mondiali universitari | Chengdu   | 110 m hs | Bronzo      | 13"55       |      |
| 2023 | Mondiali                     | Budapest  | 110 m hs | Batteria    | 14"09       |      |
| 2024 | Mondiali indoor              | Glasgow   | 60 m hs  | Semifinale  | 7"66        |      |
| 2024 | Europei                      | Roma      | 110 m hs | Semifinale  | dnf         |      |
| 2024 | Giochi olimpici              | Parigi    | 110 m hs | Ripescaggio | 13"73       |      |
| 2025 | Europei indoor               | Apeldoorn | 60 m hs  | Semifinale  | 7"62        |      |
| 2025 | Mondiali indoor              | Nanchino  | 60 m hs  | Semifinale  | 7"68        |      |